# مارغريت شابمان
مارغريت شابمان (بالإنجليزية: Marguerite Chapman)‏ هي عارضة وممثلة أمريكية، ولدت في 9 مارس 1918 في الولايات المتحدة، وتوفيت بنفس المكان في 31 أغسطس 1999 بسبب مرض.

## أعمال

### أفلام
- (1955) سنة الحكة السابعة

## وصلات خارجية
- مارغريت شابمان على موقع IMDb (الإنجليزية)
- مارغريت شابمان على موقع ألو سيني (الفرنسية)
- مارغريت شابمان على موقع أول موفي (الإنجليزية)
- مارغريت شابمان على موقع قاعدة بيانات الأفلام السويدية (السويدية)
- مارغريت شابمان على موقع إن إن دي بي (الإنجليزية)
- مارغريت شابمان على موقع قاعدة بيانات الفيلم (الإنجليزية)
- مارغريت شابمان على موقع كينوبويسك (الروسية)